# Physemus mirus
Physemus mirus is een keversoort uit de familie dwergpilkevers (Limnichidae). De wetenschappelijke naam van de soort werd in 1984 gepubliceerd door David P. Wooldridge.